# Nona Gaprindasjvili
Nona Gaprindasjvili (georgiska: ნონა გაფრინდაშვილი), född 3 maj 1941 i Zugdidi i  Georgiska SSR i Sovjetunionen (nu Georgien), är en georgisk schackspelare och den första kvinnan att erhålla titeln Stormästare.  Hon var den bästa kvinnliga schackspelaren 1962–1978.